# Полный привод 2: Hummer
В отличие от первой части, в которой игрок мог ездить только на машинах марки УАЗ, с самого начала был взят курс на создание игры с внедорожниками производства компании General Motors.

## Описание игры
УАЗ передаёт эстафетную палочку внедорожникам Hummer, а также другим автомобилям General Motors.
На этот раз испытать прославленные джипы можно в суровых погодных условиях пяти труднопроходимых регионов, соревнуясь с соперниками. В арсенале водителя — всё, что необходимо для покорения бездорожья, продвинутая система внешнего тюнинга и несколько сотен вариантов деталей и запчастей.

## Особенности
- Весь модельный ряд современных джипов General Motors: Hummer, Cadillac, Chevrolet, Saab и GMC;
- Гонки по бездорожью по всему миру от Крымских гор до пустыни Невада;
- Более 35 соревнований с противниками в различных дисциплинах — автотриал, трофи, спринт, ориентирование;
- Сотни вариантов деталей и запчастей, оборудование для покорения бездорожья: лебёдка, пониженная передача, блокировки, GPS, регулировка давления в шинах;
- Реалистичные внешние настройки, кенгурины, багажники, шноркели, защита фар и стекол, расширители арок, пороги и система узлов: тормоза, рессоры, подвески;
- Влияние погодных условий на прохождение трассы.

## Локации чемпионата в игре
- Крым
- Исландия
- Египет
- Невада
- Мичиган

## Типы гонок
- Джип-триал
- Трофи-рейд
- Внедорожный спринт
- Ночной спринт
- Ориентирование
- Ночное ориентирование